# Лайне, Дорис
Дорис Линнея Лайне-Алми (фин. Doris Linnea Laine-Almi; 31 октября 1931, Хельсинки, Финляндия — 15 декабря 2018) — выдающаяся финская балерина, хореограф и педагог, профессор (1992).

## Биография
Родилась 31 октября 1931 года в Хельсинки, в Финляндии.
Закончила балетную школу при Финском национальном балете в Хельсинки, где совершенствовалась у А. Норкотт и Н. Кисс. Позднее стажировалась в Москве — сначала в Московской государственной академии хореографии (МАХУ) и ГИТИСе, а с 1968 по 1969 год — в Большом театре.
С 1947 года — артистка, а с 1956 по 1976 годы — прима-балерина Балета финской оперы. В её репертуаре более 40 партий, в том числе — все классические.

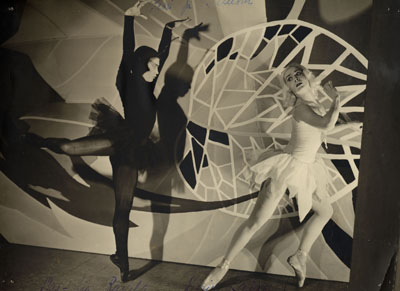
Май-Лис Раяла и Дорис Лайне в балете «Песси и Иллюзия» (1952)

C 1985 по 1992 годы — художественный руководитель и балетмейстер Финского национального балета. Среди её постановочных работ — балет «Похищение Кюллики» по мотивам карело-финского эпоса «Калевала».
Неоднократно являлась председателем и членом жюри международных балетных конкурсов — Московского, Хельсинкского, Варненского, Пекинского.
Преподавала в хореографическом училище при балетной труппе Финской национальной оперы и входила в правление многих театральных организаций Финляндии и мира.
Скончалась 15 декабря 2018 года.

## Семья
- Муж — Альфонс Алми[фин.] (1904—1991), финский оперный певец